# Liste der Baudenkmäler in Markt Schwaben

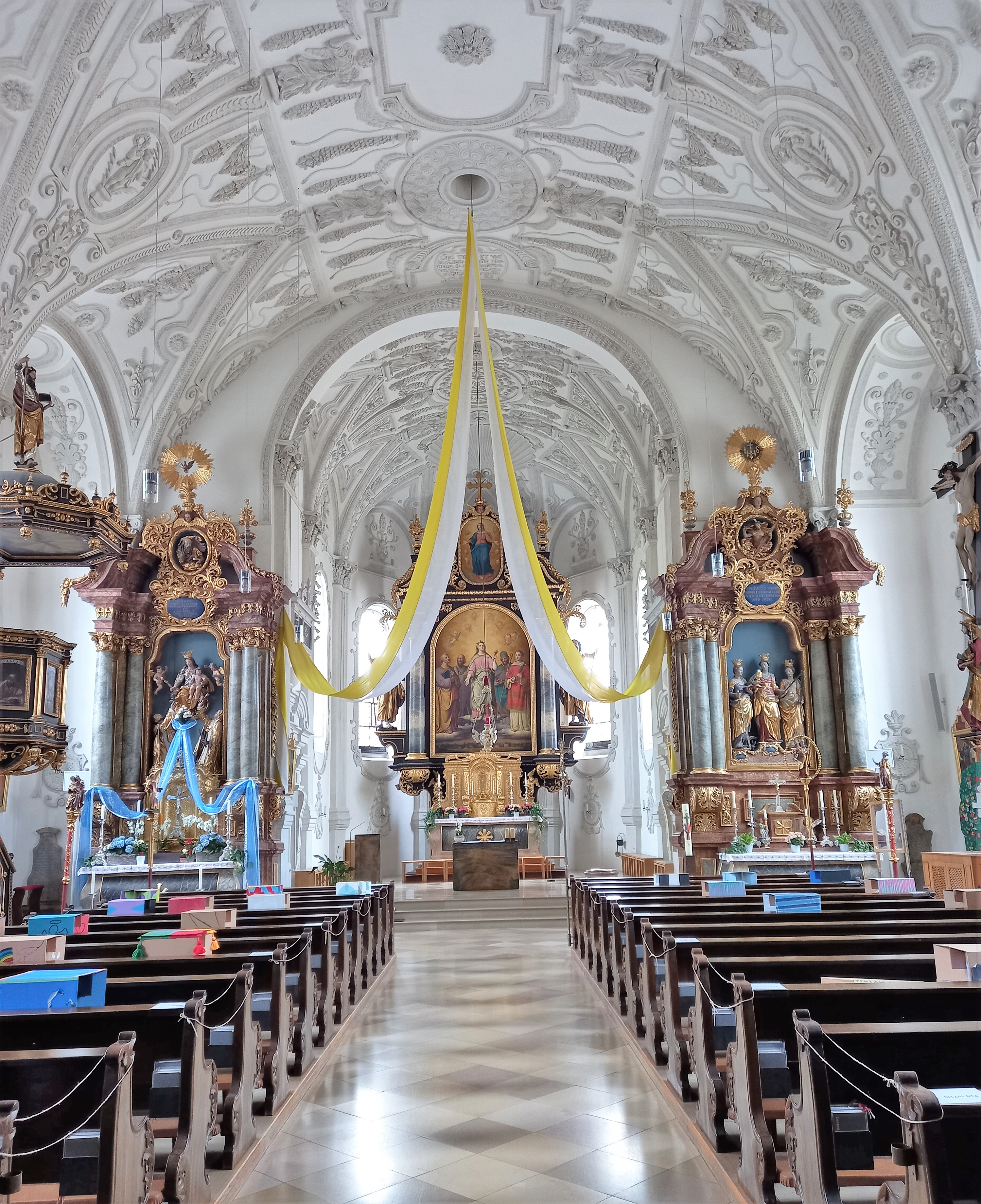
Innenraum von St. Margaret in Markt Schwaben

Auf dieser Seite sind die Baudenkmäler in dem oberbayerischen Markt Markt Schwaben zusammengestellt. Diese Tabelle ist eine Teilliste der Liste der Baudenkmäler in Bayern. Grundlage ist die Bayerische Denkmalliste, die auf Basis des Bayerischen Denkmalschutzgesetzes vom 1. Oktober 1973 erstmals erstellt wurde und seither durch das Bayerische Landesamt für Denkmalpflege geführt wird. Die folgenden Angaben ersetzen nicht die rechtsverbindliche Auskunft der Denkmalschutzbehörde. Die Liste gibt den Fortschreibungsstand vom 22. August 2018 wieder und umfasst zwanzig Baudenkmäler.

## Baudenkmäler nach Ortsteilen

### Markt Schwaben
| Lage                                           | Objekt                                            | Beschreibung | Akten-Nr.             | Bild                                              |
| ---------------------------------------------- | ------------------------------------------------- | --- | --------------------- | ------------------------------------------------- |
| Am Fischergries 4 (Standort)                   | Wohnhaus                                          | Zweigeschossiger biedermeierlicher Walmdachbau mit Aufzugsgiebel, Mitte 19. Jahrhundert.                                                                                               | D-1-75-127-1          | weitere Bilder                                    |
| Bahnhofstraße 28 (Standort)                    | Wohnhaus (sogenannte Schweiger-Villa)             | Zweigeschossiger Walmdachbau mit Zwerchhaus und Putzgliederung, in neubarocken Jugendstilformen, um 1910.                                                                              | D-1-75-127-24         | weitere Bilder                                    |
| Bahnhofstraße 34 (Standort)                    | Ehemaliges Postdienstgebäude                      | zweigeschossiger verputzter Mansardwalmdachbau in barockisierenden Heimatstilformen, nach Plänen der Oberpostdirektion, 1925.                                                          | D-1-75-127-32         | Ehemaliges Postdienstgebäude                      |
| Erdinger Straße 1 (Standort)                   | Katholische Pfarrkirche St. Margaret              | Barocker Wandpfeilerbau mit dreiseitigem Chorschluss und Westturm mit Zwiebelhaube, von Jörg Zwerger, 1671; mit Ausstattung.                                                           | D-1-75-127-3          | weitere Bilder                                    |
| Erdinger Straße 3 (Standort)                   | Ehemaliges Schulhaus                              | Zweigeschossiger Satteldachbau mit Putzgliederung, von Martin Haydn, 1844. | D-1-75-127-26         | weitere Bilder                                    |
| Erdinger Straße 9 (Standort)                   | Villenartiges Wohnhaus (sogenanntes Waxhaus)      | Verputzter Satteldachbau mit Flacherker und Treppengiebel, Anfang 20. Jahrhundert. | D-1-75-127-4          | Villenartiges Wohnhaus (sogenanntes Waxhaus)      |
| Friedhofallee 14 (Standort)                    | Leichenhalle                                      | Spätklassizistischer Walmdachbau mit Putzgliederung und Dachreiter, Ende 19. Jahrhundert; Gruftkapelle Bonschab, neuklassizistischer Einraum mit aufwändiger Fassadengliederung, 1891. | D-1-75-127-5          | Leichenhalle                                      |
| Gerstlacherweg 9 (Standort)                    | Kapelle Maria-Hilf                                | Barocker Vierkonchen-Bau mit Glockendach und Dachreiter, bezeichnet 1721, im Kern älter; mit Ausstattung.                                                                              | D-1-75-127-6 Wikidata | weitere Bilder                                    |
| Habererweg 1 (Standort)                        | Wohnhaus (sogenannte Haydn-Villa)                 | Zweigeschossiger Satteldachbau mit Eckerker, Eingangsloggia und Zwerchhäusern, im historisierenden Heimatstil, von Johann Baptist Haydn, 1912.                                         | D-1-75-127-23         | Wohnhaus (sogenannte Haydn-Villa)                 |
| Herzog-Ludwig-Straße 5 (Standort)              | Wasserturm                                        | Viergeschossiger Putzbau gotisierendem Zinnenkranz, 1905. | D-1-75-127-8          | Wasserturm                                        |
| Herzog-Ludwig-Straße 5 (Standort)              | Teil einer ehem. Brauerei, zum Unterbräu gehörig, | zweigeschossiger Satteldachbau, 1709/10 (dendro.-dat.).; zugehörig Kelleranlage, wohl 17./Anfang 18. Jh.                                                                               | D-1-75-127-9          | Teil einer ehem. Brauerei, zum Unterbräu gehörig, |
| Im Angerl 2, Nagelschmiedgasse 1 (Standort)    | Ehemaliges Wohnstallhaus, jetzt Doppelhaus        | Erdgeschossiger verputzter Blockbau mit Halbwalmdach und Giebellaube, 1718. | D-1-75-127-11         | Ehemaliges Wohnstallhaus, jetzt Doppelhaus        |
| Marktplatz 3 (Standort)                        | Ehemaliges Gutshaus                               | Zweigeschossiger Eckbau mit Satteldach und Segmentbogenfenstern, erste Hälfte 19. Jahrhundert, Eckerkertürme mit Zwiebelhaube Anfang 20. Jahrhundert.                                  | D-1-75-127-2          | weitere Bilder                                    |
| Marktplatz 16, Pfarrer-Hueber-Weg 1 (Standort) | Wohnhaus                                          | Zweigeschossiger Putzbau mit Satteldach und barockem Giebel, erste Hälfte 18. Jahrhundert.                                                                                             | D-1-75-127-14         | weitere Bilder                                    |
| Marktplatz 28 (Standort)                       | Ehemaliger Gasthof Post                           | Langgestreckter zweigeschossiger Eckbau mit Kniestock, Satteldach und polygonalem Bodenerker, im Kern 17./18. Jahrhundert, Veränderungen um 1900.                                      | D-1-75-127-15         | weitere Bilder                                    |
| Marktplatz 31, 31 a (Standort)                 | Ehemaliger Gasthof Unterbräu                      | Zweigeschossiger Wohnstallbau mit steilem Satteldach, Eckerkern und barockem Portal, 1607.                                                                                             | D-1-75-127-16         | weitere Bilder                                    |
| Schloßplatz 1 (Standort)                       | Südflügel des ehemaligen Schlosses, jetzt Rathaus | Zweigeschossiger Massivbau mit steilem Satteldach, im Kern 1283, gotisierender Ausbau mit Treppengiebel, Putzgliederung und Risalit um 1860.                                           | D-1-75-127-7          | weitere Bilder                                    |
| Schloßplatz 1 (Standort)                       | Kriegerdenkmal                                    | Sandsteinlöwe auf Gedenkstein, bezeichnet mit „1900“. | D-1-75-127-31         | Kriegerdenkmal                                    |
| Schloßplatz 1 (Standort)                       | Kriegerdenkmal für den Ersten Weltkrieg           | Heiliger Georg auf Postament,Sandstein, um 1920. | D-1-75-127-30         | Kriegerdenkmal für den Ersten Weltkrieg           |
| Seilergasse 2 (Standort)                       | Wohnhaus                                          | Villenartiger Satteldachbau mit zwei Geschossen, Mittelrisalit und flachem Satteldach, Holzzierteile in Jugendstilformen, Anfang 20. Jahrhundert.                                      | D-1-75-127-20         | Wohnhaus                                          |
| Zinngießergasse 37 (Standort)                  | Pfarrhaus des ehemaligen Pfarrhofs                | Zweigeschossiger kubischer Walmdachbau in barocken Formen, 1762. | D-1-75-127-21         | Pfarrhaus des ehemaligen Pfarrhofs                |

### Paulimühle
| Lage                     | Objekt                            | Beschreibung                                                                                      | Akten-Nr.              | Bild                              |
| ------------------------ | --------------------------------- | ------------------------------------------------------------------------------------------------- | ---------------------- | --------------------------------- |
| Isener Straße (Standort) | Kapelle der ehemaligen Paulimühle | Kleiner verputzter Backsteinbau mit dreiseitigem Schluss, Mitte 19. Jahrhundert; mit Ausstattung. | D-1-75-127-22 Wikidata | Kapelle der ehemaligen Paulimühle |

## Ehemalige Baudenkmäler
In diesem Abschnitt sind Objekte aufgeführt, die früher einmal in der Denkmalliste eingetragen waren, jetzt aber nicht mehr. Objekte, die in anderem Zusammenhang also z. B. als Teil eines Baudenkmals weiter eingetragen sind, sollen hier nicht aufgeführt werden. Aktennummern in diesem Abschnitt sind ehemalige, jetzt nicht mehr gültige Aktennummern.

| Lage                                          | Objekt                                             | Beschreibung | Akten-Nr.     | Bild                                               |
| --------------------------------------------- | -------------------------------------------------- | --- | ------------- | -------------------------------------------------- |
| Markt Schwaben Bahnhofstraße 42 (Standort)    | Ehemalige Güterhalle der Bundesbahn, heute Moschee | Verputzter Satteldachbau mit Pilastern, Ecklisenen und runden Schiebetüren, 1902 errichtet. |               | Ehemalige Güterhalle der Bundesbahn, heute Moschee |
| Markt Schwaben Im Angerl 6, 8, 10 (Standort)  | Wohnhaus (Drittelhaus)                             | Origineller breitgelagerter erdgeschossiger Bau mit Krüppelwalmdach, wohl Ende 18. Jahrhundert. |               | Wohnhaus (Drittelhaus)                             |
| Markt Schwaben Landgerichtsgasse 5 (Standort) | Barocker Giebel                                    | 1751. | D-1-75-127-13 | Barocker Giebel                                    |
| Markt Schwaben Marktplatz 25 (Standort)       | Gasthaus Oberbräu                                  | Stattlicher zweigeschossiger Putzbau mit Krüppelwalmdach, historisierende Stilelemente, Ende 19. Jahrhundert. Nach Verlust der alten Innendecken durch die Renovierung wurde die Denkmalschutzwürdigkeit aberkannt. |               | Gasthaus Oberbräu                                  |

## Abgegangene Baudenkmäler
In diesem Abschnitt sind Objekte aufgeführt, die früher einmal in der Denkmalliste eingetragen waren, jetzt aber nicht mehr existieren, z. B. weil sie abgebrochen wurden. Aktennummern in diesem Abschnitt sind ehemalige, jetzt nicht mehr gültige Aktennummern.

| Lage                                              | Objekt   | Beschreibung                                                                                    | Akten-Nr.     | Bild |
| ------------------------------------------------- | -------- | ----------------------------------------------------------------------------------------------- | ------------- | ---- |
| Markt Schwaben Herzog-Ludwig-Straße 20 (Standort) | Wohnhaus | Biedermeierlicher Traufseitbau, mit verschiedener Firsthöhe, Mitte 19. Jahrhundert; abgerissen. | D-1-75-127-10 | BW   |